# Johann Frank
Johann Frank (14 de maio de 1938 - 2 de janeiro de 2010) foi um futebolista e treinador de futebol austríaco.